# نینو مارتولیو
نینو مارتولیو (ایتالیایی: Nino Martoglio؛ ۳ دسامبر ۱۸۷۰ – ۱۵ سپتامبر ۱۹۲۱) فیلم‌نامه‌نویس، نویسنده، تدوین‌گر، نمایشنامه‌نویس، روزنامه‌نگار، کارگردان، و تهیه‌کننده فیلم اهل پادشاهی ایتالیا بود.
از فیلم‌ها یا مجموعه‌های تلویزیونی که وی در آن‌ها نقش داشته است، می‌توان به گم‌گشته در تاریکی اشاره نمود.